# Emirado de Borgu
O Emirado de Borgu é um Estado tradicional nigeriano com a sua capital em Nova Bussa, Níger (estado), Nigéria. O Emirado foi formado em 1954, quando os emirados Bussa e Kaiama foram mesclados. Esses emirados, com Illa, eram anteriormente parte do estado de Borgu, que foi dividido entre a colônia francesa do Benim e o protetorado britânico da Nigéria em 1898.

## Governantes

### Bussa
Uma lista parcial de governantes da Bussa, que assumiu o título Kibe, e mais tarde também foram denominados Sarkin Bussa (Emir de Bussa):
| Início                 | Fim                  | Governante                                                              |
| ---------------------- | -------------------- | ----------------------------------------------------------------------- |
|                        | 1730                 | Kiseru Brodi                                                            |
| 1730                   | 1750                 | Yerima Bussa dan Kiseru Brodi                                           |
| 1750                   | 1766                 | Kigera I dan Kiseru Brodi                                               |
| 1766                   | 1791                 | Jibrim dan Yerima Bussa (d. 1791)                                       |
| 1791                   | 1792                 | Yerima Ibrahim dan Jibrim                                               |
| 1793                   | 1835                 | Kitoro Gani Zara dan Jibrim (d. 1835)                                   |
| 1835                   | 1843                 | Kisaru Kisan Dogo dan Jibrim                                            |
| 1843                   | 1844                 | Beraki dan Jibrim                                                       |
| 1844                   | 1862                 | Waruko Gajere dan Maikuka (d. 1862)                                     |
| 1862                   | 1895                 | Kigera II Jibrim Dan Toro dan Kitoro (d. 1895)                          |
| 1895                   | Novembro de 1903     | Wuru Yaro Kisaru Kisan Dogo dan Kitoro (d. 1903)                        |
| 19 de dezembro de 1903 | abril de 1915        | Kitoro Gani Kilisha Yerima dan Dan Toro (1ª vez; ver Rebelião de Bussa) |
| Abril de 1915          | 19 de abril de 1917  | (ocupado por Yawuri)                                                    |
| 19 de abril de 1917    | Out/Nov 1924         | Jibrim dan Dan Toro                                                     |
| 6 de novembro de 1924  | 21 de agosto de 1935 | Muhammadu Kitoro Gani Kilisha Yerima dan Dan Toro (2ª vez)              |
| 29 e agosto de 1935    | 1954                 | Wuru Babaki dan Dan Toro (regente a 17 de setembro de 1935) (d. 1968)   |
| 25 de janeiro de 1937  | 1954                 | Muhammadu Sani (então governante de Borgu)                              |

### Kaiama
Uma lista parcial dos governantes de Kaiama, que foram denominados Sarkin Kaiama (Emir de Kaiama):
| Início        | Fim                     | Governante     |
| ------------- | ----------------------- | -------------- |
|               | 7 de outubro de 1912    | Mora Tsaude    |
| 1912          | Abril de 1915           | Jimi           |
| 1915          | 13 de fevereiro de 1917 | Mashi          |
| Abril de 1917 | 1921                    | Yerima Kura    |
| 1921          | 1954                    | Khaliru Kiyaru |

### Borgu
Emires de Borgu desde 1954, denominado Sarkin Borgu:
| Início                  | Fim                     | Governante                                             |
| ----------------------- | ----------------------- | ------------------------------------------------------ |
| 1954                    | 1968                    | Muhammadu Sani dan Dan Toro                            |
| 1968                    | 3 de fevereiro de 2000  | Musa Muhammadu Kigera III dan Muhammadu Sani (d. 2000) |
| 12 de fevereiro de 2000 | 26 de fevereiro de 2002 | Isiaku Musa Jikantoro                                  |
| 26 de fevereiro de 2002 | 30 de outubro de 2015   | Haliru Dantoro Kitoro III dan Muhammadu Sani (b. 1938) |
| 11 de novembro de 2015  |                         | Muhammad Haliru Dantoro Kitoro IV (b. 1966)            |